# Eleanor McKenzie
Eleanor McKenzie, född 29 juni 1931, är en friidrottare från Kanada. Han deltog vid olympiska sommarspelen 1952.